# Borough londonien de Barking et Dagenham
London Borough of Barking and Dagenham
Le borough londonien de Barking et Dagenham (« London Borough of Barking and Dagenham ») est un borough du Grand Londres.
Le borough a été créé en 1965, par le London Government Act de 1963, sous le nom de borough londonien de Barking (London Borough of Barking). Il est composé de la majeure partie de l'ancien district municipal de Barking et de la totalité du district municipal de Dagenham. Les deux sont ainsi transférés de l'Essex au Grand Londres. À cette époque, la population cumulée de Barking et Dagenham avoisine 180 000 habitants, la pointe nord de Dagenham étant incorporée au borough londonien de Redbridge et une partie de Barking à celui de Newham. Le district prend le nom de Barking and Dagenham en 1980.
Il comprend les districts de :
- Barking
- Becontree
- Becontree Heath
- Chadwell Heath
- Creekmouth
- Dagenham
- Rush Green

## Source
- (en) Cet article est partiellement ou en totalité issu de l’article de Wikipédia en anglais intitulé « London Borough of Barking and Dagenham » (voir la liste des auteurs).